# Imanol Alguacil
Imanol Alguacil Barrenetxea (Orio, 4 juli 1971), beter bekend als Imanol, is een Spaans voormalig voetballer en huidig voetbaltrainer. Hij speelde als rechtsback en was het grootste gedeelte van zijn carrière actief voor Real Sociedad. Bij die club is hij sinds 2018 de hoofdtrainer.

## Spelerscarrière
Gedurende zijn carrière speelde Imanol in de jeugdopleiding van Real Sociedad. In 1990 maakte hij zijn debuut voor het eerste elftal in de met 2-1 verloren uitwedstrijd tegen Real Oviedo.
In 1998 vertrok hij naar Villarreal. Daarna speelde hij op lagere niveaus nog voor Real Jaén, FC Cartagena en Burgos. In 2003 zette hij op 32-jarige leeftijd een punt achter zijn carrière als speler

## Trainerscarrière
In 2011 keerde Imanol terug bij Real Sociedad, waar hij ging werken in de jeugdopleiding. In 2013 werd hij assistent bij het tweede elftal. Hier werd hij in november 2014 hoofdtrainer.
In maart 2018 werd hij interim-hoofdtrainer van het eerste elftal, na het ontslag van Eusebio Sacristán. Hij maakte het seizoen af en keerde daarna terug naar Real Sociedad B.
In december 2018 werd hij aangesteld als permanente hoofdtrainer van het eerste elftal, nadat Asier Garitano was ontslagen. Begin 2020 werd zijn contract verlengd vanwege de goede prestaties.
1 Remiro ·
2 Odriozola ·
3 Muñoz ·
4 Zubimendi ·
5 Zubeldia ·
6 Elustondo ·
7 Barrenetxea ·
8 Zacharjan ·
9 Óskarsson ·
10 Oyarzabal  ·
11 Becker ·
12 López ·
13 Marrero ·
14 Kubo ·
16 González de Zarate ·
16 Olasagasti ·
17 Gómez · 
18 Traoré · 
19 Sadiq ·
20 Pacheco ·
21 Aguerd ·
22 Turrientes ·
23 Méndez ·
24 Sučić ·
25 Magunazelaia ·
26 Aramburu ·
28 Marín ·
Coach: Alguacil
· Assistent-coach: Ansotegi